# Taràs Xevtxenko
|  | Aquest article tracta sobre l'escriptor i pintor. Pel jugador de futbol, vegeu: Andrí Xevtxenko |

Taràs Hryhórovytx Xevtxenko (alt.: Taràs Hrihórovitx Xevtxenko, en ucraïnès: Тарас Григорович Шевченко, poble de Mórintsi, gubèrnia de Kíiv, actual óblast de Txerkassy, 9 de març de 1814 — Sant Petersburg, Imperi Rus, 10 de març de 1861), també conegut com a Kobzar (Кобзар), fou un poeta, artista i humanista ucraïnès del període romàntic. A part de la poesia, també conreava el gènere dramàtic i la prosa. La seva herència literària és considerada com el fonament de la literatura ucraïnesa moderna i, en gran part també, de la llengua ucraïnesa moderna, per la qual cosa se'l pot anomenar «el Verdaguer ucraïnès». Xevtxenko també va escriure alguna obra en rus, però principalment escrivia en ucraïnès, l'idioma en què va escriure les seves obres mestres.
El seu malnom de Kobzar prové de la figura tradicional ucraïnesa homònima. Un kobzar, aquesta figura clau de la cultura ucraïnesa, és un músic i cantant errant, a tall de bard, que toca l'instrument tradicional ucraïnès de corda, la kobza. En Xevtxenko comença a ser conegut per aquest malnom a partir de la publicació de la seva col·lecció de poemes Kobzar («Кобзар», 1840).

## Biografia

### Infancia i joventut a Ucraïna (1814-1828)

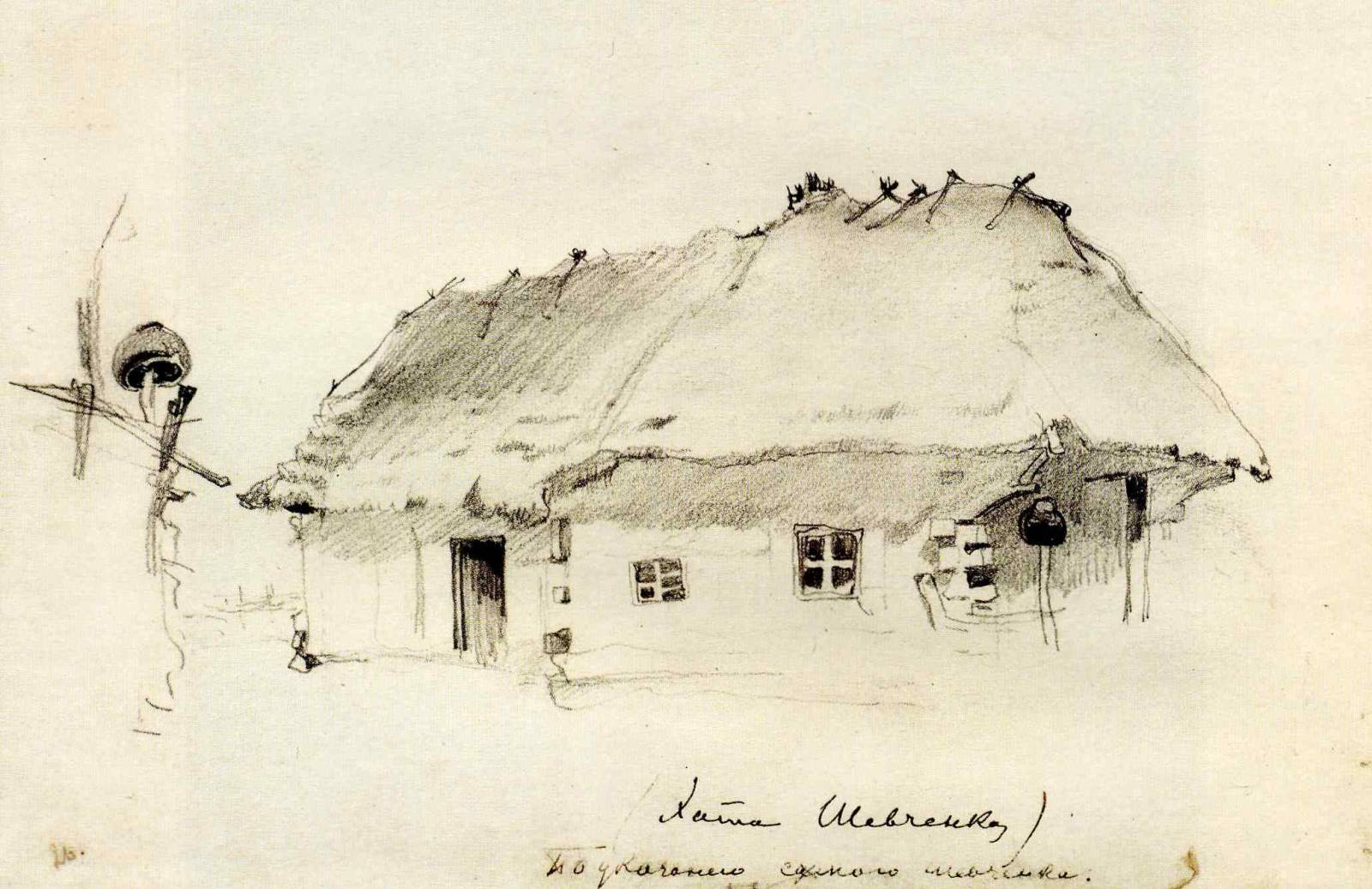
Taràs Xevtxenko: La casa familiar a Kirilivka (dibuix del 1843), al Museu Nacional de Taràs Xevtxenko (Kíiv)

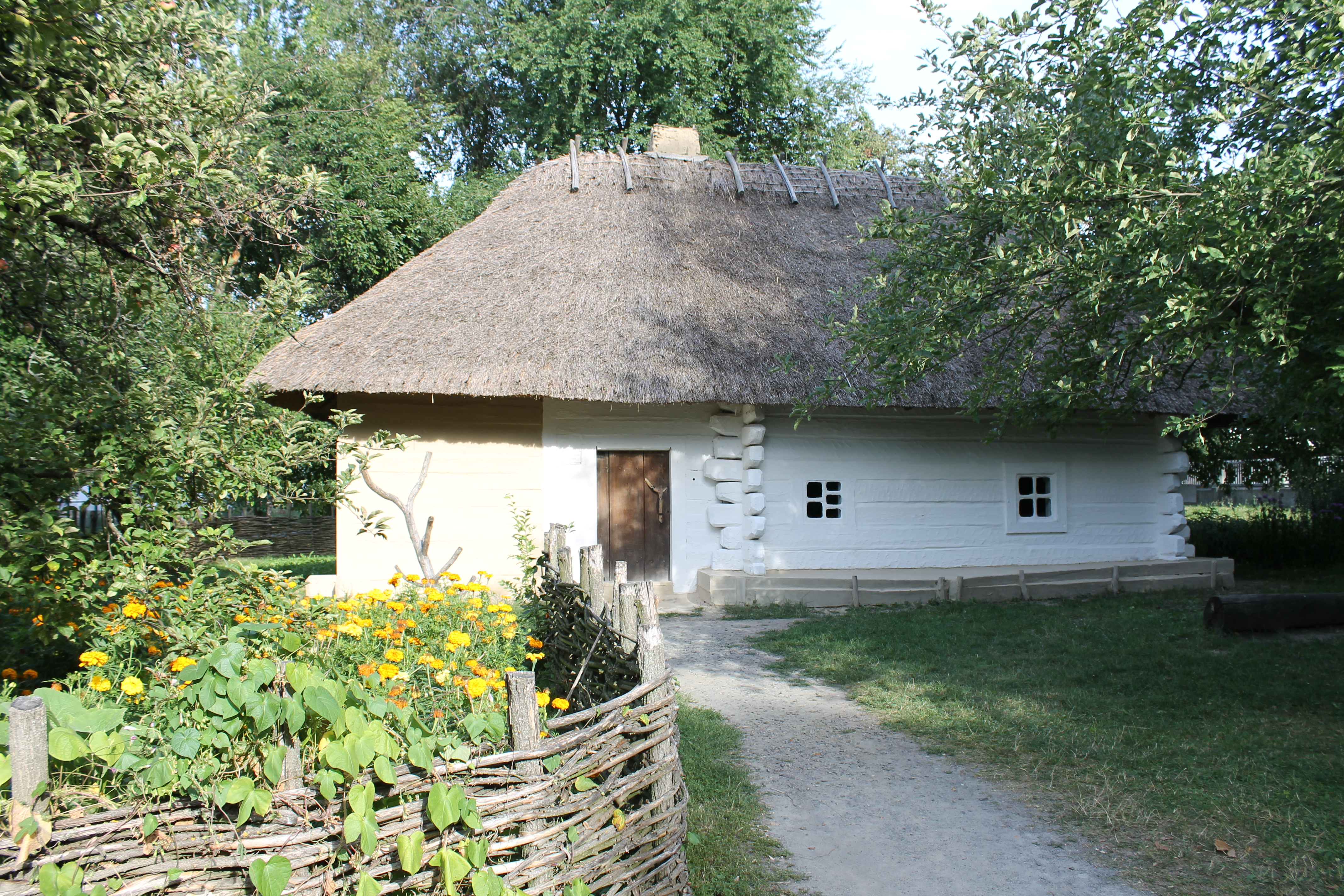
Reconstrucció de la casa familiar dels Xevtxenko a Kirilivka, ara Xevtxénkove - casa museu dins la Reserva Històrica i Cultural Nacional "Batkivxtxina" o "Patria de Taràs Xevtxenko". Foto del 2015.

Taràs Xevtxenko va néixer el 9 de març de 1814 al poble de Móryntsi (Моринці), a la volost de Pedínivka (Пединівська волость), districte de Zvenyhorodka (Звенигородський повіт), gubèrnia de Kíiv, Ucraïna, Imperi Rus (a l'actual óblast de Txerkassy, Ucraïna) en el si d'una família pagesa serva.
Va ser el tercer de sis fills dels pagesos serfs Hryhorii Ivànovitx Xevtxenko (1781–1825) i Kateryna Iakímivna Xevtxenko (de soltera Boiko, 1783-1823), després de la germana Kateryna (1804 - ca. 1848) i el germà Mykyta (1811 - ca. 1870).
Segons les tradicions familiars, els avis i els besavis paterns d'en Taràs eren descendents del cosac Andríi, que provenia de la Sitx de Zaporíjia a principis del segle XVIII. L'avi matern, Iakym Ivànovytx Boiko, era dels Precarpats (Prykarpàttia o Prikarpàttia), i segons una versió, fill d'Ivan Boitxuk, que pertanyia als oprixki (pagesos revoltats).
El 1816, quan el Taràs tenia gairebé dos anys, la família es va traslladar al lloc de naixement del pare, el poble proper de Kyrylivka (Кирилівка), l'actual Xevtxénkove, on va passar els següents 12 anys de la infància, fins als 14 anys. Allí van néixer els seus tres germans menors: la Iaryna (1816 — 1865); la Maria (1819 — 1846), que va quedar cega als 3 anys i va viure amb el germà gran, Mykyta; i en Ióssyp (1821 — ca. 1878).
Es va quedar orfe quan encara era infant. Va aprendre a llegir i escriure sota la instrucció d'uns sagristans, cosa que li va permetre conèixer algunes obres de la literatura ucraïnesa. Al mateix temps, comença a aprendre dibuix i pintura sota les instruccions d'un pintor popular local. A l'edat de 14 anys, entrà al servei del senyor Pàvel Engelgard (Павел Энгельгардт) com a «kozatxok» (un criat esclau, persona que es podia comprar i vendre) al mateix poble, amb qui es traslladà a Vílnius el 1828.

### Vilnius, Lituània (1828-1830)
Va viure a Vilnius del 1828 fins al 1831 com a kozatxok, i allí possiblement va poder fer lliçons de dibuix i pintura de la mà del professor Jonas Rustemas o Jan Rustem, de la Universitat de Vílnius. En aquesta ciutat, va presenciar els fets de l'aixecament de novembre de 1830 (revolta «polonesa» contra l'Imperi Rus) i va poder llegir les proclamacions dels insurgents. D'aquest període, s'ha conservat un dibuix anomenat Bust de dona, que demostra un gran domini del llapis.

### Petersburg (1831-1842) i alliberament de la servitud (1838)

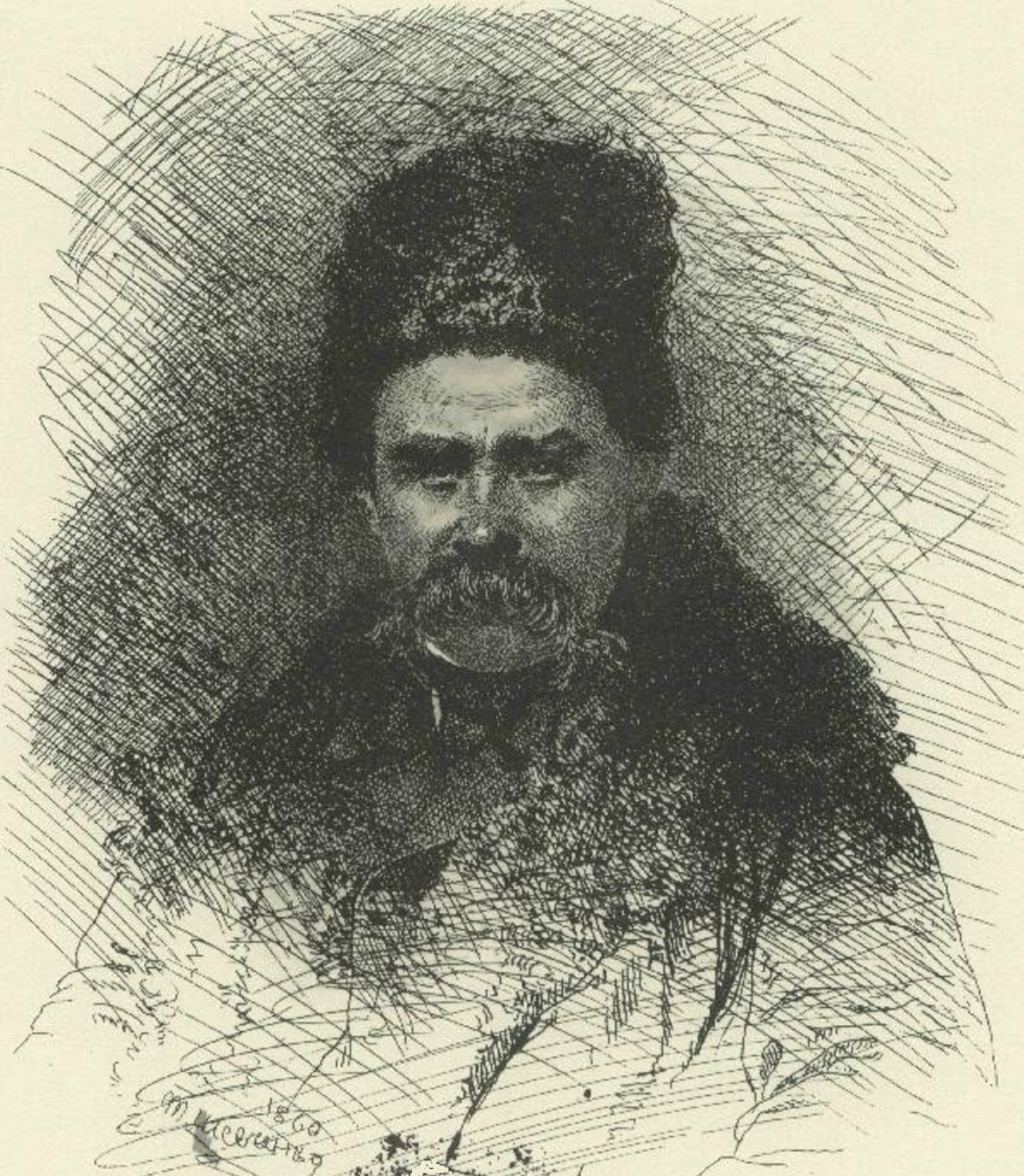
Autoretrat amb barret de pell d'os (1860)

El 1831, Xevtxenko es trasllada amb el senyor Engelgard a Sant Petersburg, on el seu amo l'envià a estudiar art per tenir el seu mateix pintor. Estudià sota l'artista V. Xiriàiev (В. Ширяєв) durant 4 anys. En aquest període, comença a escriure poesia. L'estiu de 1836, coneix el seu compatriota, l'artista Ivan Soixenko (Іва́н Соше́нко), i a través d'ell, altres compatriotes com ara el poeta i fabulista ucraïnès Ievhen Hrebinka (Євге́н Гребі́нка) i el crític i historiador d'art Vassyl Hryhoróvytx (Василь Григорович), a mes del pintor rus Aleksei Venetsianov (Алексе́й Венециа́нов). El 1838, aquests, junts amb el pintor rus Karl Bruilov (Карл Брюлло́в) i el poeta rus Vassilii Jukovskyi (Васи́лий Жуко́вский), el compraren al seu amo per donar-li la llibertat.
Davant de Xevtxenko s'obrien els horitzons. Es va matricular a l'Acadèmia d'Art de Sant Petersburg, on es convertí en el millor estudiant de Karl Bruilov. Es desenvolupa com a brillant retratista, artista gràfic i il·lustrador. Al mateix temps, el poeta treballa activament en la seva educació autodidacta, àvidament, llegint els clàssics de la literatura universal. Sent una particular fascinació per la història i la filosofia. Commogut per la mort del gran poeta ucraïnès Ivan Kotliarevskyi, autor de l'Eneida ucraïnesa, escriu el poema En record etern a Kotliarevskyi («На вічну пам'ять Котляревському»), que, junt amb 4 poemes més, publica en la revista Oreneta («Ластівка», 1841), editat per Hrebinka.
El seu primer recull de poesia, Kobzar («Кобзар»), surt el 1840. Contenia vuit poemes llargs: «Думи мої» (Pensaments meus), «Перебендя» (El joglar), dedicat a Hrebinka, «Катерина» (Kateryna), «Тополя» (Pollancre), «Думка» (Pensament), «До Основ'яненка» (A n'Osnoviànenko), dedicat al poeta ucraïnès Kvitka-Osnovianenko, «Іван Підкова» (Ivan Pidkova), un hetman ucraïnès, «Тарасова ніч» (La nit de Taràs). Després va publicar el poema èpic Haidamaky («Гайдамаки», 1841), sobre els rebels cosacs ucraïnesos contra els senyors polonesos, i després Hamaliia («Гамалія», 1844), referent a un ataman o líder cosac. Els versos de Xevtxenko produïren una gran impressió entre la societat ucraïnesa, mentre que trobà una acollida freda entre la bohèmia russa, que l'acusava principalment d'escriure en «l'idioma del mugic» (мужик, pagès), és a dir, l'ucraïnès. L'estiu del 1842, basant-se en el poema Kateryna, pintà una tela en oli, homònima, que es convertí en una de les obres més populars de l'art ucraïnès de l'època.

### Primer gran viatge de tornada a Ucraïna
Xevxenko va fer tres grans viatges per Ucraïna. El 1843, va fer una estada a Kíiv, on coneix el poeta, etnògraf i historiador Mykhailo Maksymóvytx (Миха́йло Максимо́вич) i el dramaturg, poeta, folklorista i etnògraf Panteleimon Kulix (Пантелеймо́н Кулі́ш), i a la regió de Poltava, es trobà amb Hrebinka i visità la família de la família Riepnin (Рєпнін). Allí també es va retrobar amb la seva família, encara sota l'esclavitud (servitud). Sota la influència de les seves vivències a Ucraïna, escrigué el poema La tomba saquejada («Розрита могила»), en què denuncia iradament la repressió del poble ucraïnès sota la Rússia tsarista. Durant el viatge, Xevtxenko es va plantejar d'editar una sèrie de dibuixos de l'«Ucraïna pintoresca» («Живописна Україна»), en la línia del romanticisme del dia. Aquesta idea, la va començar a realitzar de tornada a Sant Petersburg, el febrer del 1844. Els primers 6 aiguaforts del cicle van sortir el febrer del mateix any sota el títol de El Kobzar de Txyhyryn («Чигиринський Кобзар»). El 1844, surt una reedició del Kobzar («Кобзар») afegint-hi el poema èpic Haidamaky («Гайдамаки»). El mateix any, escriu un poema altament crític, El somni. A cadascú el seu destí («Сон». «У всякого своя доля»), amb què comença un camí decidit de lluita contra el sistema autocràtic de l'Imperi Rus.

### Segon gran viatge de tornada a Ucraïna
Després d'acabar la seva formació a l'Acadèmia d'Art, Xevtxenko, a la primavera del 1845, va emprendre el seu segon gran viatge de tornada a Ucraïna, on va ser rebut com a gran poeta nacional. Com a membre de la Comissió Arqueogràfica de Kíiv (Київська Археографічна Комісія), el poeta va viatjar molt per Ucraïna, recollint material folklòric i etnogràfic i pintant monuments històrics i arquitectònics. A la tardor del 1845, Xevtxenko va escriure les obres: Ivan Hus, Herètic («Іван Гус, Єретик»), El cec («Сліпий»), El gran soterrani («Великий льох»), Jornalera («Наймичка», Nàimytxka), El Caucas («Кавказ»), Als morts i als vius («І мертвим, і живим…»), Kholodnyi Iar («Холодний Яр», Barranc fred, nom d'un lloc), Els psalms de David («Давидові псалми»). Greument malalt, va escriure El testament («Заповіт») a les acaballes del 1845, en el qual feia una crida a la lluita i la revolució per l'alliberament del seu poble subjugat. Pel caràcter clarament antirègim de les seves noves obres, no es van poder publicar, i és per això que es van difondre entre les masses en versions manuscrites. L'autor també les va copiar en un quadern, que anomenà Tres estius («Три літа», 1843—1845).

### Primera detenció
A la primavera del 1846, Xevtxenko va arribar a Kíiv, es va assentar en un edifici (ara la Casa-Museu literari memorial Taràs Xevtxenko), al carreró abans dit Pantà de Cabres («Козине болото», Kozyne boloto) i, a l'abril d'aquell mateix any, va entrar en la germandat de Ciril i Metodi (Кири́ло-Мефо́діївське бра́тство), una organització política clandestina fundada a iniciativa de l'historiador i poeta ucraïnès i rus, Mykola Kostomàrov (Микола Костомаров), entre d'altres, i que tenia com a objectiu la liberalització del sistema polític i social de l'Imperi Rus, l'abolició de la servitud, i la transformació de l'Imperi en una federació de nacions lliures. No sense influència, Xevtxenko signà els estatuts de la societat i altres documents programàtics de la germandat. El 27 de novembre d'aquell mateix any, Taràs Xevtxenko es presenta com a candidat per a una posició com a professor de dibuix a la Universitat de Kíev, posició que li van atorgar el 21 de febrer del 1847. El març de 1847, arran d'una denúncia, els socis de la germandat van començar a ser detinguts. A Xevtxenko, el van detenir el 5 d'abril i el van transferir a Sant Petersburg, on el van empresonar a la casamata dita «de la Tercera Divisió». Durant els interrogatoris, el poeta demostrà una gran fortitud i autodomini: no renuncià a les seves opinions ni denuncià els altres companys de la germandat. Durant els dos mesos que va passar empresonat allí, va continuar escrivint poesia, que després formaria part del cicle A les casamates («В казематі»). Dins els murs de la presó, mentre esperava la sentència, va escriure una peça lírica excepcional, el poema L'hort dels cirerers al costat de casa... («Садок вишневий коло хати…»). El seu amor infinit envers Ucraïna, l'expressa en el poema M'és igual si he de viure... («Мені однаково, чи буду...»).
Més tard, fou arrestat de nou per participar en moviments revolucionaris i com a càstig, reclutat en l'exèrcit i enviat a Orenburg i després al Kazakhstan com a soldat ras, on li fou prohibit d'escriure i pintar, tot i que ho feu d'amagat. Després de 10 anys d'aquest exili, els seus amics aconseguiren que l'indultessin i finalment pogué tornar a Ucraïna i a Sant Petersburg.

## Visions polítiques, filosòfiques i estètiques
Xevtxenko és considerat com «el fundador de la tendència democràtica revolucionària en la història del pensament social ucraïnès» i un socialista utòpic. La seva visió del món política, estètica i filosòfica es va formar sota la influència de les idees dels demòcrates revolucionaris russos com Herzen, Belinski, Dobroliúbov i Txernixevski; les seves opinions reflectien els interessos de la pagesia ucraïnesa de mitjan segle xix, l'època de la crisi del sistema feudal-servidor a la Rússia Imperial.
Pagès serf, rescatat de la captivitat, Xevtxenko era, segons paraules del crític rus Nikolai Dobroliúbov, «un poeta del poble. Va sortir de la gent, va viure amb la gent, i no només pel pensament, sinó per les circumstàncies de la vida, va estar estretament i sagnantment connectat amb la gent». Xevtxenko va ser un dels participants més actius d'una organització política secreta a Ucraïna, la Germandat dels Sants Ciril i Metodi i en va dirigir el nucli revolucionari. Es va relacionar amb un grup de petraxevics (el Cercle Petraxevski era un grup de discussió literària rus d'intel·lectuals progressistes a Sant Petersburg a la dècada de 1840, que també incloïa un jove Fiódor Dostoievski i socialistes utòpics radicals) que, en els seus plans per a un aixecament camperol, esperava utilitzar les seves activitats revolucionàries a Ucraïna. Després del seu exili, Xevtxenko es va apropar als membres de la revista literària, social i política Sovremennik i als seus editors, Nikolai Txernyixevski i Nikolai Dobroliúbov.
Mentre va exposar incansablement l'opressió dels terratinents russos i del tsar, Xevtxenko, com a paneslavista, va lluitar per l'amistat entre els pobles rus i ucraïnès, va elogiar el «gloriós dels gloriosos» Bohdan Khmelnitski, un líder cosac ucraïnès del segle XVII. que havia preparat l'escenari per a la reunificació d'Ucraïna amb Rússia. Xevtxenko va defensar la unificació dels pobles eslaus sobre una base democràtica. Xevtxenko no considerava inamovible el sistema social existent, estava convençut que el sistema de serfs seria destruït a tot arreu a causa del desenvolupament de la màquina de vapor, una tècnica que «devoraria els terratinents-inquisidors», i que el paper més important en un canvi radical en la vida social seria jugat per les masses. Encara que argumentava que la força de l'esperit no es pot manifestar sense la matèria, no va anomenar la seva posició filosòfica materialisme, entenent amb aquesta paraula el materialisme vulgar de pensadors contemporanis com Büchner, Moleschott i Vogt, que va rebutjar. En el poema L'herètic, Xevtxenko va elogiar la lluita de Jan Hus (un reformador religiós bohemi de principis del segle XV) pels interessos de la gent comuna i la unitat dels eslaus.
Segons les opinions estètiques de Xevtxenko, que el poeta va expressar al seu Diari, la font de la bellesa és la natura; qualsevol intent de desviar-se de la bellesa eterna de la natura converteix l'artista en «un monstre moral». Xevtxenko va lluitar per un art tant nacional (folklòric) com realista, i per això es va guanyar els elogis de Txernixevski i del pintor itinerant rus Ivan Kramskoi, que va dibuixar el famós retrat del poeta després de la seva mort.
A la dècada de 1840 i després a la de 1850, en l'era de la lluita política dins de la intel·lectualitat de l'Imperi entre l'ala radical de mentalitat revolucionària i l'ala liberal més moderada, Xevtxenko es va situar al costat dels demòcrates revolucionaris russos. La seva poesia de batalla, que es va estendre sota terra, va ser una arma afilada en la lluita contra la servitud. Xevtxenko va tenir una gran influència en el desenvolupament posterior del pensament social revolucionari a Ucraïna i en la cultura ucraïnesa en general (Ivan Frankó, Mikhailo Kotsiubinski, Lèssia Ukraïnka, etc.).

## Patrimoni i llegat

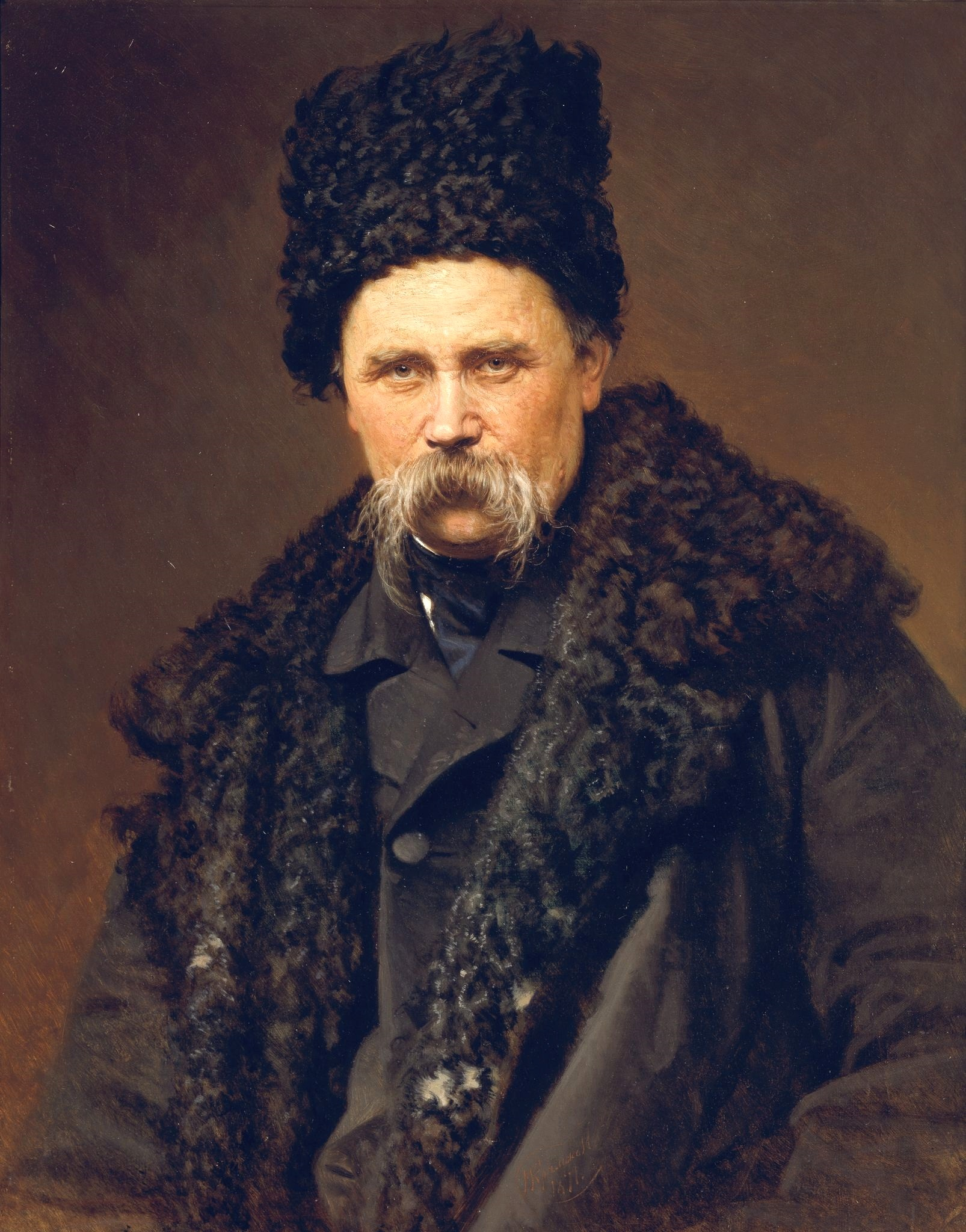
Retrat de Taràs Xevtxenko (1871), oli d'Ivan Kramskoi basat en una foto Andrei Denyer / Heinrich Johann Denier del 1858, feta al seu retorn de l'exili/càstig.

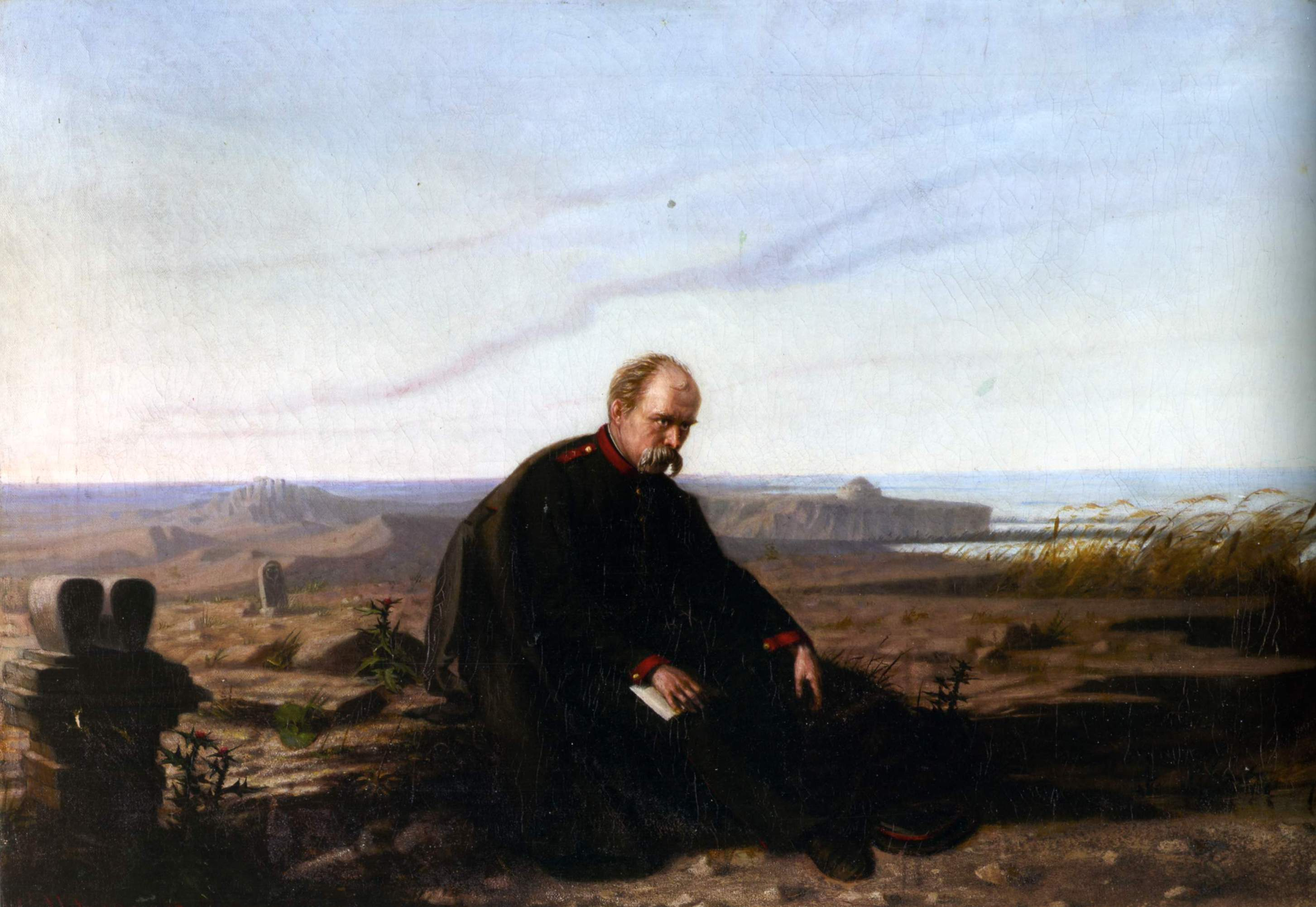
Xevtxenko a l'exili (anys 1860), oli del pintor ucraïnès Kornylo Mykolàiovytx Ustyianóvytx (Корни́ло Микола́йович Устияно́вич; 1839-1903).

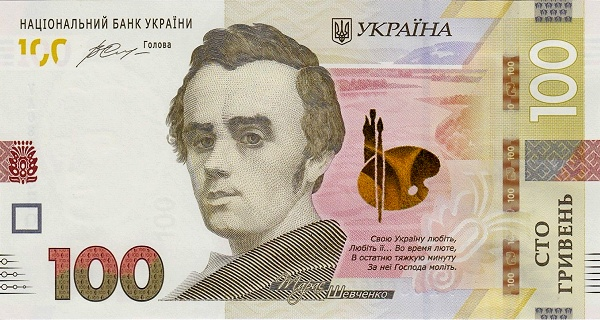
Taras Xevtxenko en el bitllet actual de 100 hrívnia

## Obra literària

### Poesia
Un selecció de les seves obres líriques:
- 1840: Кобзар (Kobzar o El bard) - recull de poesia, la seva obra «revelació», escrita quan encara era un serf (esclau) i encara no li havien comprat la llibertat.
- 1841: Гайдамаки (El Haidamaks o Els rebels) - poema èpic
- 1844: Гамалія (Hamaliia) - poema èpic o balada
- 1845: Три літа (1843—1845), (Tres anys. 1843-1845) - és un recull que no es va publicar, sinó que el va transcriure el poeta mateix durant l'exili. Arribava als lectors en forma de sàmvydav (còpies clandestines fetes a mà). Alguns dels poemes no foren redescoberts i publicats fins al 1901. Inclou, entre altres poemes:
  - Кавказ (El Caucas)
  - Холодний Яр (Kholodnyi Iar, Barranc fred - el nom d'un bosc i lloc mític de la lluita dels cosacs ucraïnesos contra l'invasor)
  - Заповіт (El testament) - el seu poema més conegut
  - Іван Гус (Єретик) - (Ivan Hus, herètic) - sobre l'heroi nacional txec, Jan Hus.
  - Великий льох (Містерія) (Velykyi liokh (Mistèriia), El gran soterrani (Misteri))
  - etc.

### Drama
Algunes obres de teatre:
- 1842: Микита Гайдай (Mykyta Haidai) - tragèdia
- 1843: Назар Стодоля (Nazar Stodòlia)